# Manuel Salvador Serra
Manuel Salvador i Serra, més conegut com a Manolo (Faura, 27 de novembre de 1963) és un futbolista valencià, ja retirat, que jugava de migcampista.

## Trajectòria esportiva
Manolo va iniciar la seua carrera al club del seu poble natal, el Faura. El 1986 fitxa pel Sagunt, on romandria dos anys abans de pegar el salt al Vila-real CF. El seu bon joc amb l'equip groguet va cridar l'atenció de l'Albacete Balompié, que el va fitxar el 1989.
Amb els manxecs va pujar a la màxima categoria a l'estiu de 1991. En el seu primer any a primera divisió, Manolo no va comptar amb massa oportunitats i va jugar 15 partits, una situació que es repetiria a l'any següent, amb 19 partits disputats, bona part com a suplent.
En cerca d'oportunitats, recala a l'Atlético Marbella, de Segona Divisió. Hi va romandre dos anys, destacant el primer, titular a l'equip andalús. En el segon, també comença de titular i les seues bones maneres fan que l'Albacete el repesque al mercat d'hivern de 1994. Va acabar eixa 94/95 com a titular a l'equip manxec.
La 95/96, tot i el descens de l'Albacete, seria la millor temporada de Manolo a Primera. Va jugar 37 partits i va ser una peça clau eixa campanya. Va acompanyar als castellans un any per la categoria d'argent, amb la plaça assegurada.
A l'estiun de 1997 torna al País Valencià, a les files del Llevant UE. Només va disputar vuit partits i l'equip granota va descendir a Segona B. Al final d'eixa temporada, Manolo hi penjava les botes.
Després de la seua retirada, ha seguit vinculat al món del futbol com a secretari tècnic del Llevant UE.